# Vítězslav Otruba
Vítězslav Otruba (* 1986, Znojmo) je český režisér, kameraman a producent.

## Životopis
Narodil se ve Znojmě v roce 1986. Po studiu Gymnázia Dr. Karla Polesného ve Znojmě byl přijat na Vysoké učení technické v Brně, konkrétně na Fakultu elektrotechniky a komunikačních technologií, Ústav telekomunikací – obor Telekomunikační a informační technika. Od patnácti let pracoval ve znojemské televizi a později externě natáčel zpravodajství pro většinu televizních stanic v české a příležitostně i ve slovenské republice. Během vysokoškolského studia spolu s bratrem Janem Otrubou realizovali krátké studentské filmy, videoklipy, reklamy a propagační filmy. V roce 2011 založil společnost VideoBrothers s.r.o., která se věnuje reklamám a propagačním filmům.

## Tvorba – klipy
- Unisono pro Divokýho Billa
- S kufrem a se ženou pro Mňágu a Žďorp
- Slib a Chudák holka pro Romana Horkého a Kamelot
- Zoufale sám pro Vlastu Horvátha.

Od roku 2010 získaly opakovaně ocenění na festivalu TourFilm v Karlových Varech jeho turistické propagační filmy pro město Znojmo.

## Ocenění
- 1. místo – Tour Region Film 2013 – Znojmo – propagační film 2013
- 2. místo – Tour Region Film 2014 – Znojemské historické vinobraní 2013
- 3. místo – TourFilm 2010 – Znojmo – město s přívlastkem